# Bothrops itapetiningae
Bothrops itapetiningae är en ormart som beskrevs av Boulenger 1907. Bothrops itapetiningae ingår i släktet Bothrops och familjen huggormar. Inga underarter finns listade.
Arten förekommer i sydöstra Brasilien. Honor lägger inga ägg utan föder levande ungar.